# Venta
Venta (njemački: Windau, poljski: Windawa) je rijeka u sjeverozapadnoj Litvi i zapadnoj Latviji. Izvire u Litvi kod grada Kuršėnaia u okrugu Šiauliai, ulijeva se u Baltičko more kod grada Ventspilsa. Rijeka je duga 346 kilometara, 67% toka joj je u Latviji, a 33% u Litvi.

## Pritoke
Najveća pritoka Vente je 100 km duga Abava, zatim 99,7 km duga rijeka Virvyčia, te 96 km duga pogranična rijeka Varduva.

## Gradovi
Veći gradovi kroz koje protječe rijeka su litavski Mažeikiai i latvijski Kuldīga i Ventspils.

## Vanjske poveznice
|  | Zajednički poslužitelj ima još gradiva o temi Venta |